# Defecte cristal·logràfic

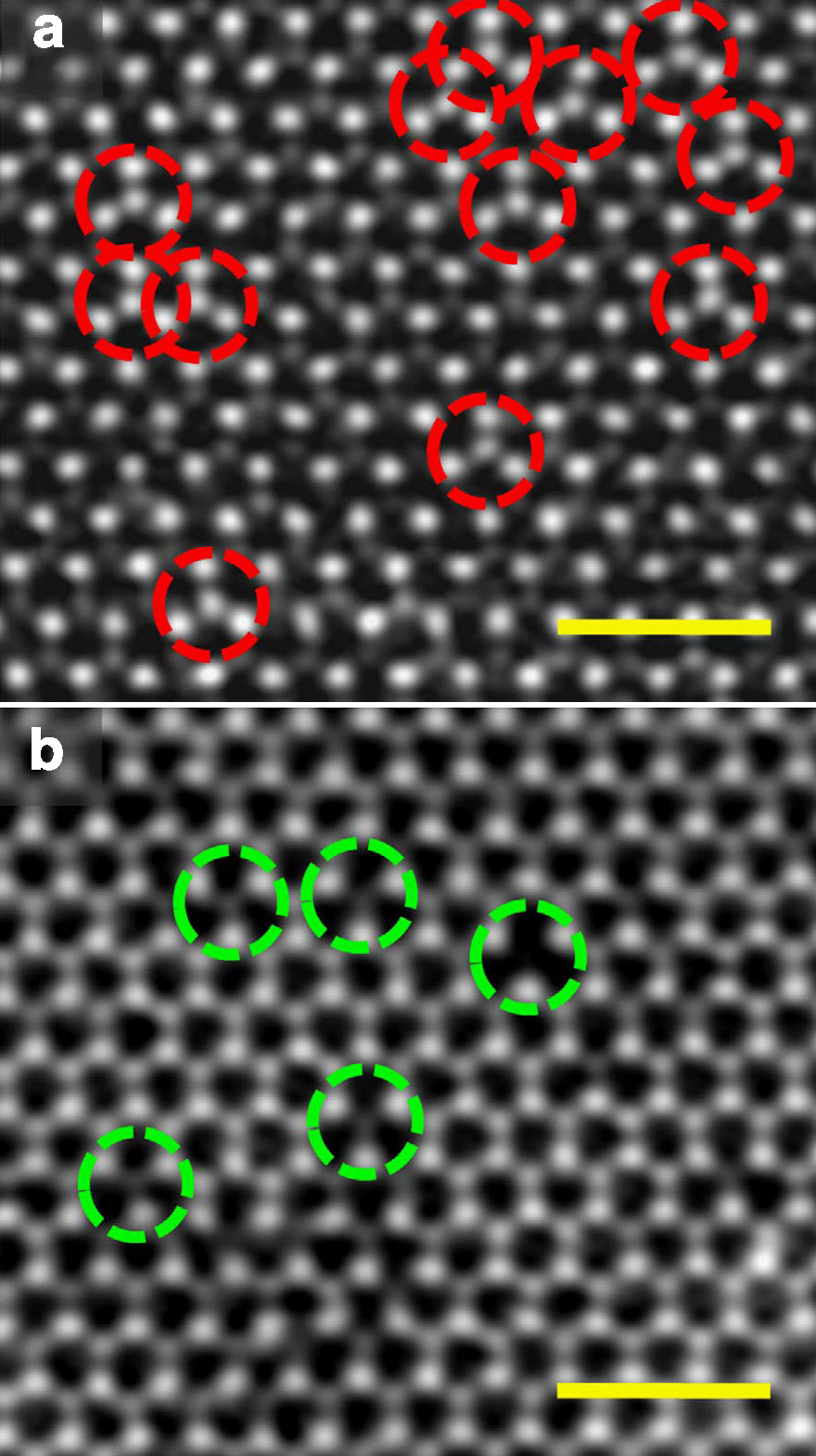
Defectes cristal·logràfics

Un defecte cristal·logràfic és qualsevol pertorbació en la periodicitat de la xarxa d'un sòlid cristal·lí.
Els sòlids cristal·lins mostren una estructura cristal·lina periòdica. Les posicions dels àtoms i de les molècules ocorren sobre distàncies fixes que es repeteixen determinades pels paràmetres de la cel·la unitària. Tanmateix, la disposició dels àtoms i molècules en la majoria dels materials cristal·lins no és perfecta i els patrons regulars són interromputs pels defectes cristal·logràfics.

## Defectes puntuals

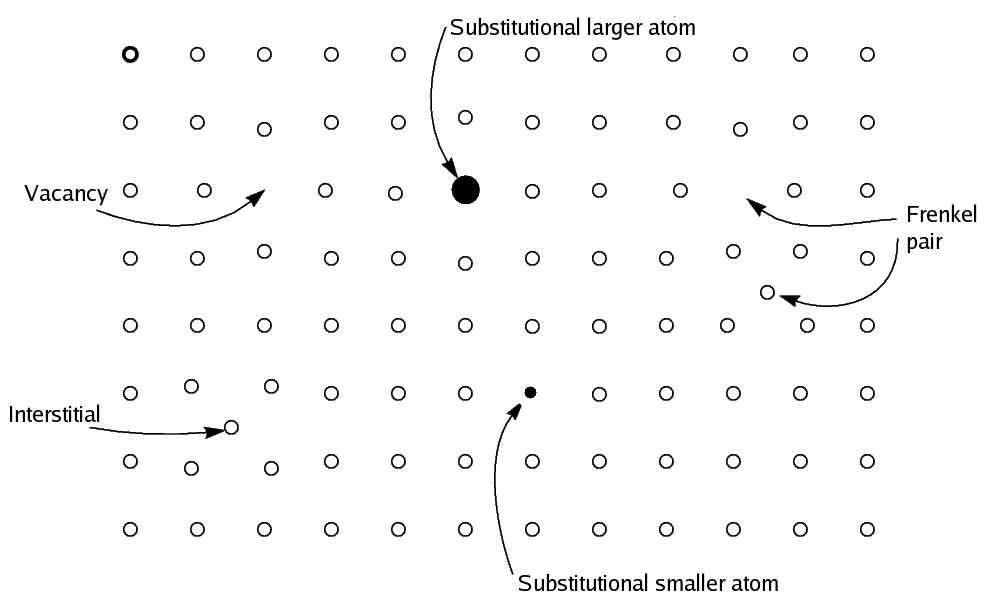
Esquema de tipus de defectes puntuals en un sòlid monoatòmic

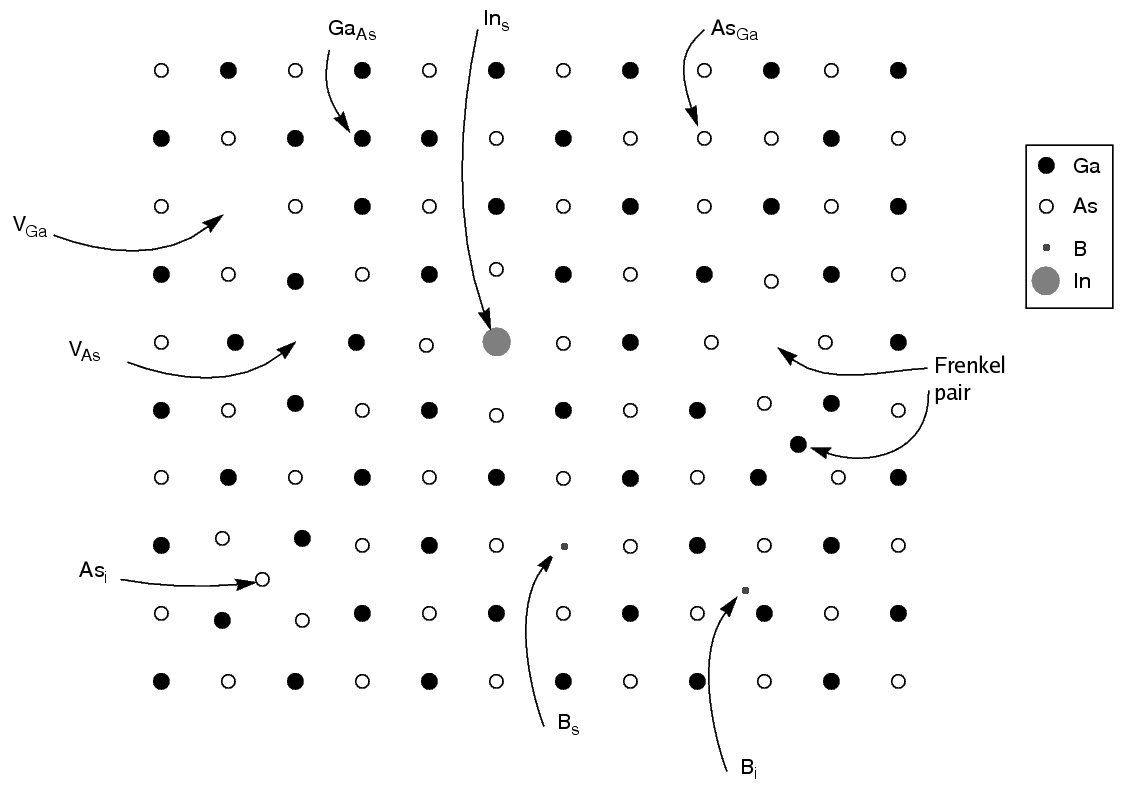
Exemple de defectes en un sòlid compost (GaAs).

Els defectes puntuals ocorren només al voltant d'un punt singular de la xarxa. No s'estenen en l'espai ni en cap dimensió. Els grans defectes en l'estructura s'anomenen bucles amb dislocacions. Per raons històriques molts defectes puntuals, especialment en cristalls iònics, s'anomenen centres per exemple es diu centre luminescent o 'centre de color.
- Defectes vacants són llocs de la xarxa que en un cristall perfecte estarien ocupats però estan vacants, hi pot haver moviment dels àtoms cap al lloc vacant.
- Defectes intersticials, són àtoms que ocupen un lloc en l'estructura del cristall en la qual normalment no hi a un àtom. Generalment són configuracions d'alta energia, però poden no ser-ho en el cas d'hidrogen i en el pal·ladi.

- El defecte Frenkel o parell de Frenkel és causat quan un ió es desplaça dins un lloc intersticial i crea una vacant.
- Les impureses ocorren perquè els materials no són mai purs al 100%. En el cas d'impuresa, l'àtom sovint s'incorpora al cristall en un lloc atòmic regular. No és ni un lloc vacant ni un lloc intersticial i s'anomena un defecte substitucional i n'hi ha diferents tipus (isovalents, al·lovalents).
- Defectes antilloc (Antisite defects)[5][6] ocorren en un aliatge ordenat o compst quan àtoms de diferents tipus bescanvien les posicions.
- Defectes topològics, que són regions en un cristall on l'ambient d'enllaços químics normal és topològicament diferent del dels seus voltants, per exemple en el grafè (on tots els àtoms es troben en anells de sis àtoms) si la làmina conté regions amb el nombre d'àtoms diferent de sis, mentre el total del nombre d'àtoms roman el mateix, es forma un defecte topològic.

- També els sòlids amorfs poden contenir defectes.[7]

- Els complexos poden formar diferents tipus de defectes puntuals.

## Defectes de línia

Una dslocació de la vora, la línia de dislocació està en balu,el vector Burgers en negre.

Els defectes de línia es poden descriure per les teories gauge.
- Les dislocacions són defectes linears amb mala alineació d'alguns àtoms.[8]

- Les desclinacions són defectes linears per addició sustracció d'un angle al voltant d'una línia. Tenen un paper en els cristalls líquids.

## Defectes planars
- Els limits granulosos són quan l'adreça de la xarxa canvia bruscament.
- Límits d'antifase que ocorren en aliatges ordenats.
- Defectes d'apilament que ocorren en gran nombre d'estructures cristal·lines. .

## Defectes de massa
- Els buits són petites regions sense àtoms.
- Les impureses es poden agrupar en el que sovint s'anomena precipitats.